# Sympherta townesi
Sympherta townesi là một loài tò vò trong họ Ichneumonidae.